# Stephan von Breuning
Stephan von Breuning, född 21 november 1894 i Wien, död 11 mars 1983 i Paris, var en österrikisk entomolog som specialiserade sig inom Coleoptera med främsta inriktning på Cerambycidae.
Han bodde med sin fru i 18:e arrondissementet i Paris.

## Arbete
Hela hans entomologiska arbete finns publicerat i nummer 41 av Bulletin de la Société Sciences Nat.